# Most valuable player van het jaar (Beker van België basketbal)
De Belgische basketbalbeker Most Valuable Player is een jaarlijkse prijs die wordt uitgereikt aan de beste speler uit de finale van de Beker van België. De Servische speler Dušan Đorđević won de titel driemaal.

## Erelijst
| Seizoen | Speler                | Positie         | Club             | Ref   |
| ------- | --------------------- | --------------- | ---------------- | ----- |
| 2012/13 | Matthew Lojeski       | Forward         | Telenet Oostende |       |
| 2013/14 | Dušan Đorđević        | Guard           | Telenet Oostende |       |
| 2014/15 | Geen uitreiking       | Geen uitreiking | Geen uitreiking  |       |
| 2015/16 | Khalid Boukichou      | Center          | Telenet Oostende | [ 1 ] |
| 2016/17 | Dušan Đorđević        | Guard           | Telenet Oostende |       |
| 2017/18 | Dušan Đorđević        | Guard           | BC Oostende      |       |
| 2018/19 | Ismaël Bako           | Center          | Antwerp Giants   | [ 2 ] |
| 2019/20 | Luka Rupnik           | Guard           | Antwerp Giants   | [ 3 ] |
| 2020/21 | Loïc Schwartz         | Guard           | BC Oostende      | [ 4 ] |
| 2021/22 | Tyrell Nelson         | Center          | Limburg United   | [ 5 ] |
| 2022/23 | Spencer Butterfield   | Guard           | Antwerp Giants   | [ 6 ] |
| 2023/24 | Roman Penn            | Guard           | Limburg United   | [ 7 ] |
| 2023/24 | Osun Osunniyi         | Center          | Limburg United   | [ 7 ] |
| 2024/25 | Pierre-Antoine Gillet | Forward         | BC Oostende      |       |

## Meervoudige winnaars
| Aantal | Speler         | Club        | Jaren            |
| ------ | -------------- | ----------- | ---------------- |
| 3      | Dušan Đorđević | BC Oostende | 2014, 2017, 2018 |

## Winnaars per club
| Aantal | Club           | Jaar                                     |
| ------ | -------------- | ---------------------------------------- |
| 7      | BC Oostende    | 2013, 2014, 2016, 2017, 2018, 2021, 2025 |
| 3      | Antwerp Giants | 2019, 2020, 2023                         |
| 3      | Limburg United | 2022, 2024 (2x)                          |